# Margaretamys beccarii
Margaretamys beccarii är en däggdjursart som först beskrevs av Fredericus Anna Jentink 1880.  Margaretamys beccarii ingår i släktet Margaretamys och familjen råttdjur. IUCN kategoriserar arten globalt som sårbar. Inga underarter finns listade i Catalogue of Life.
Denna gnagare förekommer på Sulawesis norra halvö och i angränsande regioner av centrala Sulawesi. Arten lever i låglandet och i låga bergstrakter upp till 1000 meter över havet. Habitatet utgörs av tropiska regnskogar.
Vuxna exemplar är 11,7 till 14,7 cm långa (huvud och bål), har en 15,0 till 21,2 cm lång svans och väger 50 till 85 g. Bakfötterna är 2,6 till 3,1 cm långa och öronen är 1,9 till 2,1 cm stora. Den täta och lite taggiga pälsen på ovansidan har en gråbrun färg och undersidan päls är krämfärgad till gulaktig. Margaretamys beccarii har ljusbruna öron. Den ljusa undersidan når upp till kinderna och till munnen. En mörkare region kring ögonen och några mörka fläckar i ansiktet liknar en ansiktsmask. Den långa svansen är bra täckt med hår och längre hår vid spetsen bildar en tofs som kan vara brun eller vit. Antalet spenar hos honor är tre par. Hos ungar är öronen mer gråaktig.
Margaretamys beccarii klättrar i träd och den är främst nattaktiv. Födan varierar mellan frukter som fikon och från gnetumväxter samt leddjur, snäckor och små ödlor. Per kull föds upp till två ungar.